# Peter Uneken
Petrus Wilhelmus Uneken, detto Peter (Sleen, 4 febbraio 1972), è un allenatore di calcio ed ex calciatore olandese, di ruolo difensore, tecnico dello Jong PSV.

## Palmarès

### Giocatore

#### Competizioni nazionali
- Eerste Divisie: 2

Den Bosch: 2000-2001, 2003-2004